# Fuente el Sauz (ort i Spanien)
Fuente el Sauz är en ort i Spanien.   Den ligger i provinsen Provincia de Ávila och regionen Kastilien och Leon, i den centrala delen av landet, 120 km nordväst om huvudstaden Madrid. Fuente el Sauz ligger 879 meter över havet och antalet invånare är 255.
Terrängen runt Fuente el Sauz är platt. Runt Fuente el Sauz är det glesbefolkat, med 10 invånare per kvadratkilometer. Närmaste större samhälle är Arévalo, 18,3 km nordost om Fuente el Sauz. Trakten runt Fuente el Sauz består till största delen av jordbruksmark.